# Rune Hallberg
Karl Gustaf Rune Hallberg, född 28 september 1930 i Väskinde på Gotland, är en svensk skådespelare och sångare. Han har även använt sig av pseudonymen Peter Berg.

## Teater
Rune Hallberg har spelat såväl dramatiska som lyriska roller sedan 1950-talet. Han har bland annat arbetat på Oscarsteatern, Riksteatern, Värmlands musikteater, Dramaten, Turteatern, Marionetteatern, Stockholms stadsteater, Folkan, Intiman, Göta Lejon, Vasateatern och Boulevardteatern.

## Talteater – roller i urval
| År   | Roll                             | Produktion                                        | Regi        | Teater                |
| ---- | -------------------------------- | ------------------------------------------------- | ----------- | --------------------- |
| 1962 |                                  | Tre valser                                        |             |                       |
| 1963 |                                  | Fågelhandlaren Zeller                             |             |                       |
| 1964 | Raoul de St Brioche              | Glada änkan Lehar                                 |             |                       |
| 1965 | Mentzchikoff                     | Greven av Luxemburg Lehar                         |             |                       |
| 1966 | Kornett Richthofen               | Tiggarstudenten                                   |             |                       |
| 1966 | Gustaf von Bodenstein            | Leendets land Lehar                               |             |                       |
| 1967 | Wilkins                          | Call Me Madam                                     |             |                       |
| 1967 | Mac                              | Annie Get Your Gun                                |             |                       |
| 1967 | Carl XVI Joseph                  |                                                   |             |                       |
| 1968 |                                  | Lilla helgonet Hervé                              |             |                       |
| 1969 | Gruppmedlem                      | Tolvskillingsoperan Kurt Weill och Bertolt Brecht | Alf Sjöberg | Dramaten              |
| 1970 | Fadern                           | Utanför Lena Västberg                             |             |                       |
| 1971 |                                  | Blodsbröllop                                      |             |                       |
| 1972 |                                  | Dantons död Büchner                               |             |                       |
| 1972 | Klockaren                        | Jeppe på berget                                   |             |                       |
| 1973 |                                  | Dantons död Büchner                               |             | gästspel i Berlin     |
| 1974 | Sancho Panza                     | Don Quijote                                       |             |                       |
| 1974 |                                  | Gästerna                                          |             | Föreningsteatern      |
| 1975 | Geronte                          | Läkare mot sin vilja Molière                      |             |                       |
| 1976 |                                  | Kuppen i Köpenick                                 |             |                       |
| 1977 | Mikael Viby                      | 666 Tore Zetterholm/Ulla Britt Edberg             |             |                       |
| 1978 |                                  | Den osynliga spelplatsen                          |             | Rikskonserter         |
| 1978 |                                  | Den sjungande draken                              |             | Kammaroperaverkstaden |
| 1980 |                                  | Så länge skutan kan gå – Evert Taubekavalkaden    |             | Riksteatern           |
| 1981 | Ministern                        | Kejsarens nya kläder                              |             | Utile dulci           |
| 1983 | Jantzi                           | Viktorias husar                                   |             |                       |
| 1984 | Filosel                          | Min syster och jag Benatzkys                      |             |                       |
| 1984 | Baron Weps                       | Fågelhandlaren Zeller                             |             |                       |
| 1985 |                                  | Så länge skutan kan gå – Evert Taubekavalkaden    |             | Folkparkerna          |
| 1985 | Ollendorff                       | Tiggarstudenten Millöcker                         |             |                       |
| 1985 | Zsupan                           | Zigenarbaronen Kalman                             |             |                       |
| 1987 | Celestin-Floridor                | Lilla helgonet Hervé                              |             |                       |
| 1988 | Lothar                           | En valsdröm                                       |             |                       |
| 1990 | Morcha                           | Spelman på taket                                  |             |                       |
| 1992 | Fader                            | Dribblern                                         |             | Stockholms parkteater |
| 1993 |                                  | Bröderna Östermans huskors                        |             |                       |
| 1994 | Turkle                           | Gökboet                                           |             |                       |
| 1994 | Handelsman Westman               | Östermans glad änka                               |             |                       |
| 1995 | Murarbasen Johan                 | Söderkåkar                                        |             |                       |
| 1995 | Greve Anselm                     | Den girige Molière                                |             |                       |
| 1997 | Bengt                            | Med ålderns rätt                                  |             |                       |
| 1997 | Gottfrid Malm                    | Spanska flugan                                    |             |                       |
| 2001 | General Krasinski                | Sista valsen Strauss                              |             |                       |
| 2002 | General Krasinski                | Wienerblod Strauss                                |             |                       |
| 2003 | Klädesfabrikör Fritjof Blomqvist | Vita Hästen Benatzky                              |             |                       |
| 2004 | Pelikan                          | Cirkusprinsessan Kalman                           |             |                       |
| 2005 | Furste Leopold Maria             | Csardasfurstinnan Kalman                          |             |                       |
| 2006 | Bengt                            | Med ålderns rätt                                  |             |                       |
| 2009 | Helge                            | Den sista cigarren                                |             |                       |
| 2010 | Helge                            | Den sista cigarren                                |             |                       |
| 2013 | Bengt                            | Med ålderns rätt                                  |             |                       |

- Trolldjävulen, Snödrottningen (Utile dulci)
- Min soldat (Folke Lindesjös orkester)
- Klarabohemerna (ABF)

## Film, TV och radio
Rune Hallberg har medverkat i många TV-produktioner och radioteaterföreställningar samt underhållnings- och grammofonprogram i radio med bland andra Sigvard Hammar. Han har även gjort ett flertal reklamjobb på film.
Hallberg filmdebuterade 1952 i Gustaf Molanders Trots och sjöng in sin första grammofonskiva 1954 på märket Columbia.

## Filmografi
- 1952 – Trots
- 1969 – Åsa-Nisse i rekordform
- 1970 – Som hon bäddar får han ligga
- 1971 – Kärlekens XYZ
- 1972 – Barnen i Höjden (TV-serie)
- 1972 – Kärlek - så gör vi. Brev till Inge och Sten
- 1972 – AWOL – avhopparen
- 1973 – Någonstans i Sverige (TV-serie)
- 1974 – Bröderna Malm (TV-serie)
- 1974 – Flossie
- 1974 – Porr i skandalskolan
- 1974 – Sams
- 1974 – Erik XIV
- 1974 – Gustav III
- 1975 – Justine och Juliette
- 1976 – Bel Ami
- 1976 – Långt borta och nära
- 1976 – Drömmen om Amerika: En film om Hjert och Tector
- 1977 – Lära för livet (TV-serie)
- 1977 – Molly - familjeflickan
- 1977 – Psykningen
- 1978 – Dante – akta're för Hajen!
- 1980 – Flygnivå 450
- 1983 – Spanarna (TV-serie)
- 1991 – Kopplingen (TV-serie)
- 1997 – Skilda världar (TV-serie)
- 1999 – Ett litet rött paket (TV-serie)